# Acord de Kanslergade
L'Acord de Kanslergade (en danès: Kanslergadeforliget) va ser l'acord polític de 1933 que va establir les bases de l'estat del benestar a Dinamarca. Fou portat a terme pel govern del primer ministre Thorvald Stauning, juntament amb el ministre social Karl Kristian Steincke com a arquitecte principal. L'Acord es va negociar al domicili particular del primer ministre, al carrer Kanslergade a Copenhaguen, d'on pren el nom.
L'Acord va posar en marxa les reformes que establiren el model escandinau per als serveis estatals de benestar a Dinamarca. Va ampliar els drets laborals, va devaluar la corona danesa i va estendre els subsidis estatals als agricultors. Les tarifes dels serveis socials també es van fixar a nivells assequibles. Com a part de l'acord, el Partit Liberal va retirar les objeccions al model de benestar social defensat pel govern. En aquell moment es tractava de l'acord més extens a la política danesa, amb la possible excepció de l'acord pressupostari de 1894.

## L'Acord
L'acord va ser assolit pel govern Stauning, format pel seu propi partit, el Partit Socialdemòcrata, i el seu soci de coalició, el Partit Social Liberal, així com pel principal partit d'oposició, el Partit Liberal, el 30 de gener de 1933. Els dos partits del govern tenien una estreta majoria de 76 de 149 escons al Folketinget (parlament danès). Tanmateix, només tenien 34 dels 76 escons al Landstinget (la cambra alta) i, per tant, necessitaven el suport dels liberals, que ocupaven 27 escons a la cambra alta.
Aquest fou el més complet d'una sèrie d'acords que havien de mitigar els efectes economicosocials provocats per la crisi mundial des de la tardor de 1929. La reducció dels impostos sobre la propietat, la conversió, l'ajornament i la liquidació del deute, així com la compra de carn de boví i l'ampliació d'una sèrie de plans temporals per afrontar la crisi. Al mercat laboral, les demandes dels ocupadors per una reducció salarial del 20% i un tancament imminent es van evitar mitjançant accions legals; en els anys següents, però, els salaris reals van caure com a resultat de la devaluació de la corona danesa. A més a més, es varen implementar ajuts d'hivern per a aturats i ajuts a l'habitatge i obres públiques. Finalment, es va incloure a l'acord que el Partit Liberal no s'oposaria a la implementació de la reforma social que K.K. Steincke havia preparat durant diversos anys.
Amb la reforma social de 1933, també coneguda com la reforma social de Steincke, el sistema es va simplificar enormement, es varen abolir 54 lleis socials i es substituïren per només quatre. Es varen introduir regles més clares per als drets dels ciutadans i els serveis més importants es van posar a disposició de la majoria de la població. La intenció era eliminar les almoines que encara predominaven per sobre dels beneficis socials.